# Tire Kingdom
Tire Kingdom (en español «Reino del Neumático») es una cadena americana de tiendas de neumáticos localizada principalmente en la parte del sur de los Estados Unidos.  En 2000, se convirtió en una filial de TBC Corporation.

## Historia
Tire Kingdom fue fundada por Chuck Curcio en Florida en 1972, empezando con una ubicación en el mercado agrícola de West Palm Beach, al oeste de Florida.  El negocio creció rápidamente y la organización comenzó a abrir tiendas en todo el estado de Florida. A finales de los años 80 se había expandido en los mercados más importantes del estado, con 34 ubicaciones en 1984,  y 67 ubicaciones en 1988.  Curcio era bien conocido por sus provocadoras fiestas nocturnas en las que se presentaba disfrazado como el detective Sonny Crockett de Miami Vice.  En años subsiguientes la compañía se expandió a Georgia, Luisiana, Vermont, Ohio, Nuevo Hampshire, y las Carolinas.

## Adquisición por el Grupo Michelin
Curcio vendió Tire Kingdom al grupo Michelin  tras una negociación que finalizó en 1989.  En 1993, un grupo de inversión al mando de Goldman Sachs tomó el control, con Curcio regresando como parte del equipo.   Curcio dio un paso en falso en 1996,  y la corporación TBC adquirió la compañía en 2000 por $45 millones declarados.  TBC también posee las firmas Big O Tires, National Tire & Battery, y la cadena Merchant Tire, cada una de ellas cuenta con marcas separadas y están establecidas en territorios diferentes. 
En abril de 2015 TBC Corporation anunció que todas los establecimientos ubicados fuera de Florida de la firma Tire Kingdom serían absorbidos por la marca National Tire & Battery.